# Veit von Thümen
Veit von Thümen (* vor 1511; † 1. Mai 1543 in Sonnenburg) war Herrenmeister des Johanniterordens.

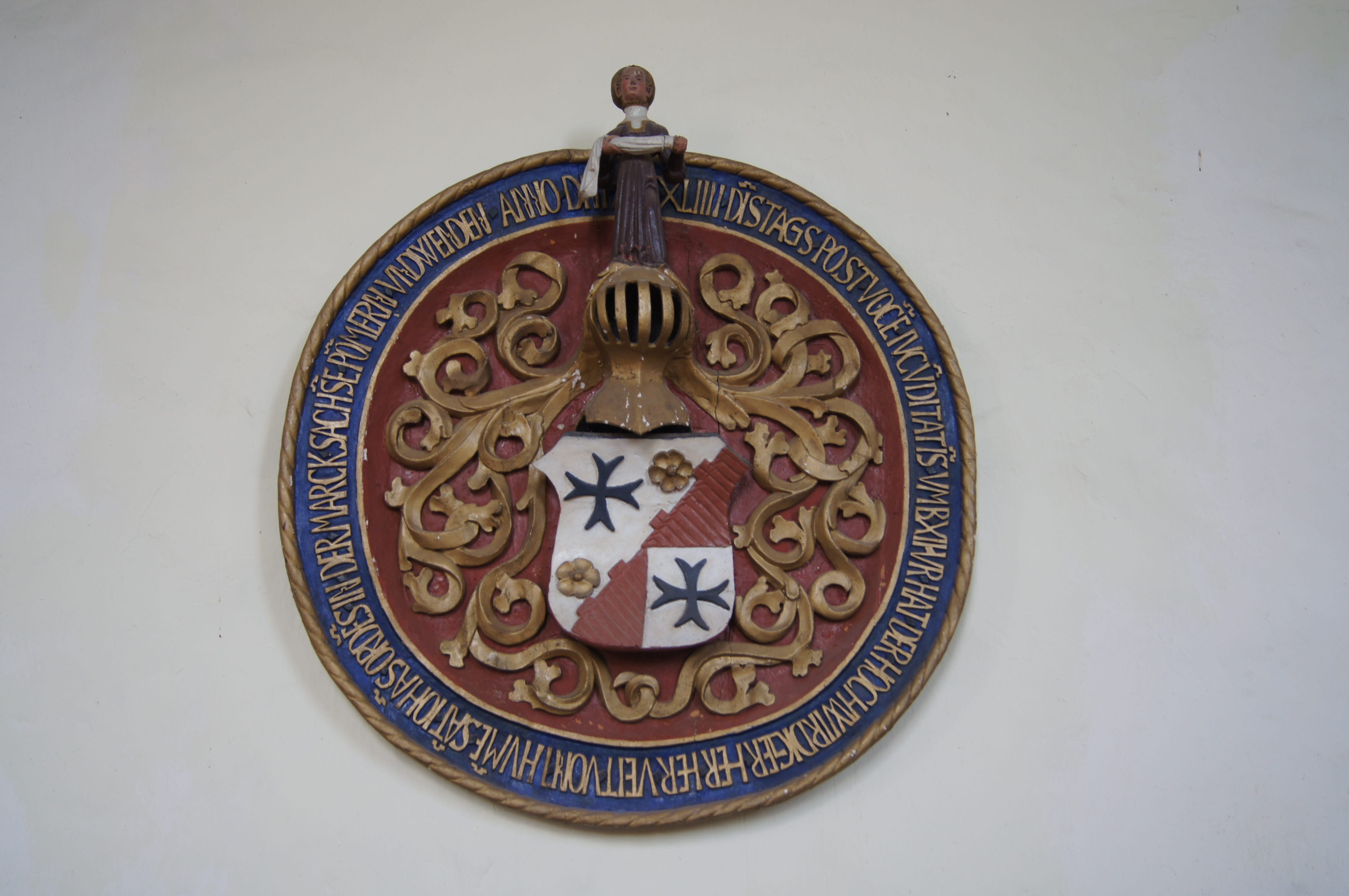
Wappenschild des Veit von Thümen in der Komtureikirche Lietzen

Wappen derer von Thümen

## Leben
Veit von Thümen wurde als siebenter Sohn von Cuno von Thümen († 1510) und Agnes von Schlieben geboren. Er war zuerst Komtur des Johanniterordens in Lagow und Verweser der Kommende Quartschen. Am 18. Februar 1526 wurde er bei einem Konvent in Zielenzig zum Koadjutor des seit 1491 regierenden Herrenmeisters Georg von Schlabrendorff ernannt. Nach dem Tod von Georg von Schlabrendorff († 10. Dezember 1526) wurde Veit von Thümen am 20. Januar 1527 in Quartschen zum Herrenmeister des Johanniterordens gewählt. Nach dem Übertritt des Markgrafen Johann von Brandenburg-Küstrin zum Protestantismus im Jahr 1538 wurde die Ballei Brandenburg evangelisch. Obwohl Veit von Thümen der Neuen Lehre skeptisch gegenüberstand, stellte er sich ihrer Einführung nicht in den Weg. Da der Landesherr den Glaubenswechsel massiv unterstützte, hielt Thümen Widerstandsmaßnahmen, die ihm der deutsche Johanniter-Großprior Johann von Hattstein empfahl, für aussichtslos. Am 15. Juni 1540 kam es unter seiner Regentschaft zum Tausch der Kommende Quartschen mit dem Amt Schivelbein. 
Veit von Thümen starb am 1. Mai 1543 zu Sonnenburg und wurde in der Kirche der Komturei zu Lietzen beigesetzt.